# Max Abraham (físico)
Max Abraham (Gdańsk, 26 de março de 1875 — Munique, 16 de novembro de 1922) foi um físico alemão.

## Vida e obra
Abraham nasceu em Gdańsk, pertencente então ao Império Alemão. Filho dos judeus Moritz Abraham e Selma Moritzsohn. Estudou na Universidade de Berlim, onde foi aluno de Max Planck. Graduou-se em 1897. Nos três anos seguintes foi assistente de Planck.
De 1900 a 1909 trabalhou na Universidade de Göttingen como privatdozent.
Abraham desenvolveu sua teoria do elétron em 1902, na qual ele sugere a hipótese segundo a qual o elétron é uma esfera perfeita contendo uma carga dividida uniformemente em torno de sua superfície. Hendrik Lorentz (1899, 1904) e Albert Einstein (1905) desenvolveram uma teoria diferente, a qual tornou-se amplamente aceita; no entanto, Abraham nunca desistiu de acreditar que os seu ponto de vista era o correto, uma vez que a seu ver eles eram baseados no senso comum.
Em 1909 Abraham viajou aos Estados Unidos aceitando uma oportunidade de trabalho na Universidade de Illinois em Urbana-Champaign, porém retornou a Göttingen poucos meses depois. Posteriormente, ele foi convidado por Tullio Levi-Civita para mudar-se para a Itália. Lá, tornou-se professor de mecânica clássica no Politecnico di Milano até 1914.
Quando a Primeira Guerra Mundial começou, Abraham foi forçado a retornar à Alemanha. Durante esse tempo, ele trabalhou na teoria da radiotransmissão. Depois do fim da guerra, ele continuou sem permissão para retornar a Milão, então, até 1921 foi professor de física na Technische Hochschule Stuttgart.
Após seu trabalho em Stuttgart, Abraham aceitou uma cátedra na Universidade Técnica de Aachen; contudo, antes de iniciar foi diagnosticado com um tumor cerebral. Morreu em 16 de novembro de 1922 em Munique, Alemanha.
Após sua morte, Max Born e Max von Laue escreveram sobre ele em um obituário: "Ele amou seu éter absoluto, suas equações de campo, seu elétron rígido, assim com um jovem ama sua primeira chama, cuja memória nenhuma das últimas experiências pode apagar."
Foi palestrante convidado do Congresso Internacional de Matemáticos em Roma (1908: Zur Theorie der Wirbelstrombremsen) e Cambridge (1912).

## Publicações
- Abraham, M. (1902). «Dynamik des Electrons». Göttinger Nachrichten: 20–41
- Abraham, M. (1902). «Prinzipien der Dynamik des Elektrons». Physikalische Zeitschrift. 4 (1b): 57–62
- Abraham, M. (1903). «Prinzipien der Dynamik des Elektrons». Annalen der Physik. 10: 105–179
- Abraham, M. (1904). «Die Grundhypothesen der Elektronentheorie». Physikalische Zeitschrift. 5: 576–579
- Abraham, M. (1904). «Zur Theorie der Strahlung und des Strahlungsdruckes». Annalen der Physik. 14: 236–287. Consultado em 7 de outubro de 2011. Arquivado do original em 11 de junho de 2007
- Abraham, M. & Föppl. A. (1904). Theorie der Elektrizität: Einführung in die Maxwellsche Theorie der Elektrizität. Leipzig: Teubner
- Abraham, M. (1905). Theorie der Elektrizität: Elektromagnetische Theorie der Strahlung. Leipzig: Teubner
- Abraham, M. (1912). «Relativitaet und Gravitation. Erwiderung auf eine Bemerkung des Herrn A. Einstein». Annalen der Physik. 38: 1056–1058
- Abraham, M. (1912). «Nochmals Relativitaet und Gravitation. Bemerkungen zu A. Einsteins Erwiderung». Annalen der Physik. 39: 444–448
- Abraham, M. (1914). «Die neue Mechanik». Scientia. 15: 8–27. Consultado em 7 de outubro de 2011. Arquivado do original em 14 de julho de 2007